# سال ۱۸۰۰ (بازی ویدئویی)
آنو ۱۸۰۰ (به انگلیسی: Anno 1800) یک بازی ویدئویی به سبک شهرسازی و استراتژی هم‌زمان است که توسط بلو بایت توسعه یافته و به‌وسیله یوبی‌سافت در ۱۶ آوریل ۲۰۱۹، برای مایکروسافت ویندوز منتشر شد. این بازی هفتمین قسمت از مجموعه بازی‌های آنو به‌شمار می‌رود که با استفاده از یک محیط تاریخی به دنبال دو عنوان آخر، ۲۰۷۰ بعد از میلاد و ۲۲۰۵ بعد از میلاد بازمی‌گردد، که وقایع آن در جریان انقلاب صنعتی در سدهٔ ۱۹ میلادی اتفاق می‌افتد. به دنبال نسخه پیشین، این بازی به سری بازی‌های سنتی شهرسازی و مکانیسم مبارزهٔ اقیانوسی بازمی‌گردد، اما جنبه‌های جدیدی از گیم پلی را نیز نشان می‌دهد، مانند گردشگری، بلوپرینت و تأثیرات صنعتی‌سازی نمودن بر ساکنان جزیره.